# Нифонт II Константинополски
Нифонт (на гръцки: Νήφων Β΄) е православен духовник и светец, вселенски патриарх от 1486 до 1488 година, от 1497 до 1498 година и за малко през пролетта на 1502 година. Нифонт е канонизиран за светец от Православната църква и празникът му е на 11 август.

## Биография
Роден е на полуостров Пелопонес в семейството на майка гъркиня и баща албанец със светското име Николаос (Νικόλαος). Замонашва се в Епидавър и приема монашеското име Нифонт. Занимава се с калиграфия и преписване на ръкописи. Запознава се в Нарта с монаха Захарий, на когото става послушник. Двамата заминават за Албания, за да проповядват срещу унията със Западната църква. Прекарват известно време в Круя при Георги Кастриоти, а после, след падането на Константинопол в ръцете на османците, се установяват в манастира „Света Богородица“ в Охрид.
В 1482 година Нифонт става солунски митрополит. В 1486 година е избран за вселенски патриарх с подкрепата на богатия влашки княз Влад IV Монах и така се слага началото на намесата на влашките князе в при избора на константинополски патриарх. След 18 месеца става скандал, който води до свалянето на Нифонт. Предходният патриарх Симеон I Константинополски умира без да остави завещание. По това време ковчежник на султана е Искендер бей, приел исляма син на основния поддръжник на Симеон Георгиос Амирудзес. Искендер бей иска цялото наследство на Симеон, включително църковните предмети, да преминат в съкровищницата на султана. За да избегне това Нифон докарва трима свидетели, които дават фалшиви показавия, че законният наследник е племенник на Симеон. След разкриването на истинвата султан Баязид II конфискува собствеността на починалия патриарх, наказна замесените в скандала духовници и в първите месеци на 1488 година заточва Нифонт в манастира на острова Свети Иван срещу Созопол. Стивън Рънсиман го определя като глуповат и незадоволителен в ролята си на патриарх.
През лятото на 1497 година Нифонт за втори път е избран да заеме патриаршеския трон с подкрепа на влашкия княз Раду IV Велики. Управлението му продължава обаче само до август 1498 година, когато е свален от младия Йоаким, подкрепен от цар Константин II Грузински. Нифонт е осъден на доживотно заточение в Одрин.
Репутацията на Нифонт е толкова голяма, че когато влашкият княз Раду го посещава в затвора, му се поклонява. След като Раду успява да получи амнистия за Нифонт от султана, бившият патриарх заминава за Влашко, където е посрещнат топло от духовенството и миряните и ръкополага двама епископи.
В 1502 година Светият синод го избира трети път за вселенски патриарх, но Нифонт отказва да напусне Влашко.
Между 1503 и 1505 година Нифонт на практика ръководи църквата във Влашко, докато не влиза в конфликт с княза. Конфликтът възниква заради отказа на патриарха да сключи брака между по-голямата сестра на Раду Калпя и молдовския болярин Богдан Логотет, който вече е бил женен. Заплашен от Раду, Нифонт събира хората и отлъчва младоженеца, предвещава беди, оставя патриаршеските си одежди на олтара и напуска църквата, като се установява в една колиба. За да избегне гнева на хората, Раду се опитва да успокои стареца с ласкателни думи, обещания и подаръци и го моли да опрости зет му, но Нифонт остава непреклонен и заминава за Македония, като взима със себе си двама от учениците си. В Македония той премина през всички градове, като проповядва, а след това се установява в манастира Дионисиат на Света гора.
Нифонт умира в Дионисиат на 11 август 1508 година. Източноправославната църква го признава за светец само девет години по-късно, през 1517 година. Мощите му се съхраняват в Дионисиат, където има параклис на негово име.